# Chamaeangis sarcophylla
Chamaeangis sarcophylla är en orkidéart som beskrevs av Rudolf Schlechter. Chamaeangis sarcophylla ingår i släktet Chamaeangis och familjen orkidéer. Inga underarter finns listade i Catalogue of Life.